# 하다시

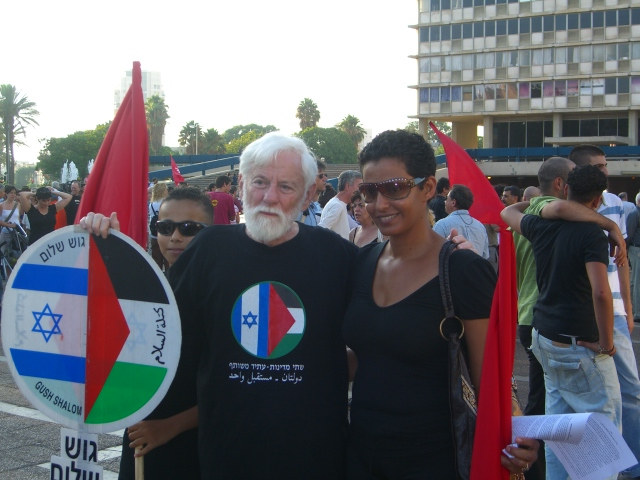
하다시의 2006년 이스라엘-레바논 전쟁을 반대하는 반전 시위 행진

하다시(히브리어: חד"ש)는 이스라엘 공산당과 다양한 좌익 정치 조직의 선거 연합으로, 국유화와 반제국주의를 추구한다.